# La Croix (quotidiano)
La Croix è un quotidiano francese di ispirazione cattolica di proprietà del gruppo Bayard Presse.
Venne fondato nel 1880 dai sacerdoti Emmanuel d'Alzon e Vincent-de-Paul Bailly come mensile degli Agostiniani dell'Assunzione: il 16 giugno 1883 ha iniziato ad essere pubblicato quotidianamente. È edito a Parigi.
È ancora oggi uno dei più diffusi organi di stampa cattolica francese. Attualmente, come avviene per i quotidiani cattolici più diffusi in Europa e più sovvenzionati, si caratterizza per avere una linea cattolico-progressista spesso in opposizione alle linee cattoliche tradizionali.